# Lazar Bućan
Lazar Bućan (...) è un giocatore di football americano serbo, che gioca nel ruolo di defensive back per i Fehérvár Enthroners.